# Pieśni kilka

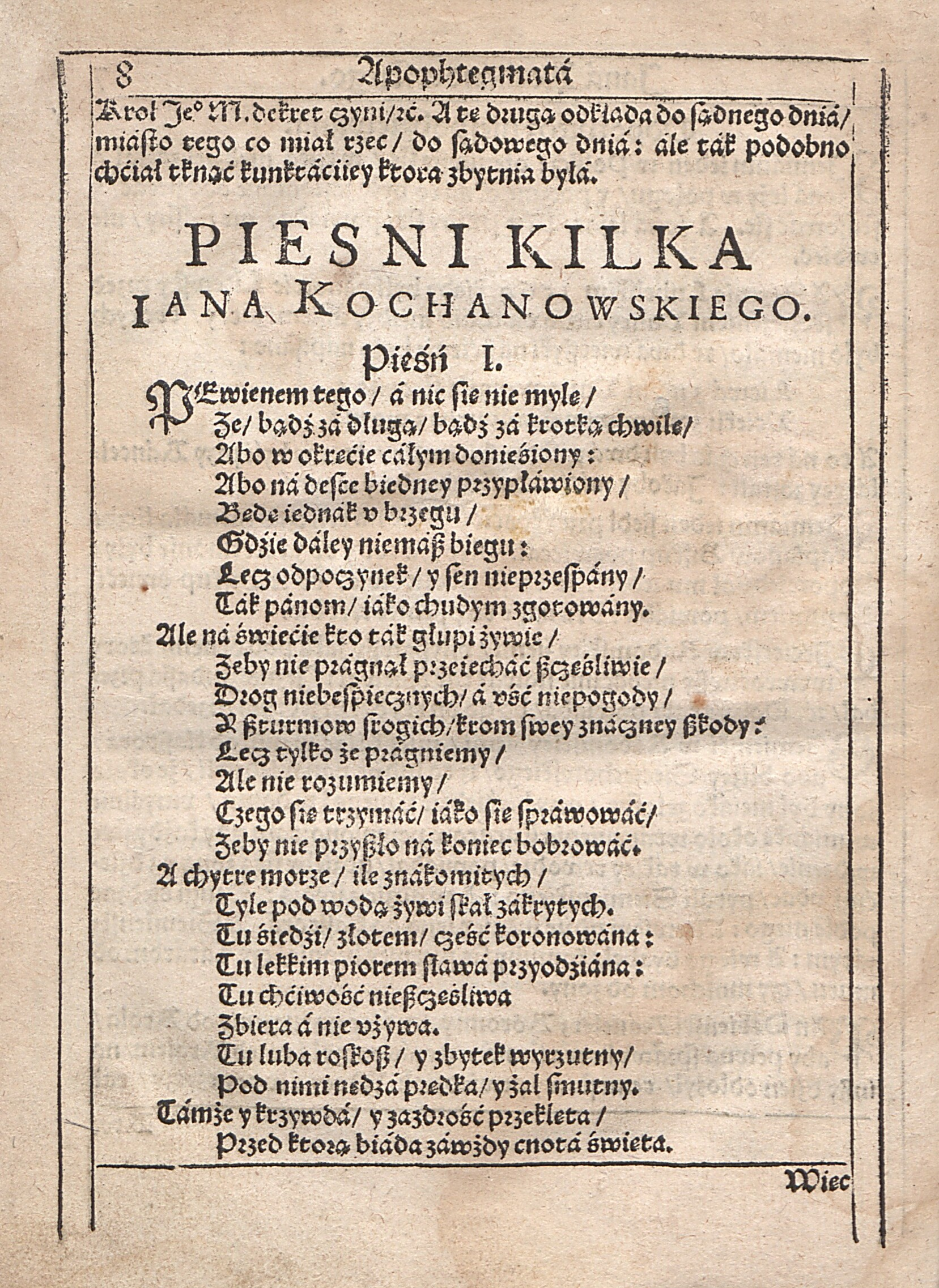
Pieśni kilka Jana Kochanowskiego (wyd .1617)

Pieśni kilka Jana Kochanowskiego – zbiór jedenastu pieśni Jana Kochanowskiego, zamieszczony pośmiertnie w tomie Fragmenta albo pozostałe pisma, wydanym w 1590.
Wyboru pieśni, niepublikowanych wcześniej przez Kochanowskiego, dokonał Jan Januszowski, wydawca i przyjaciel poety. Tom Fragmenta albo pozostałe pisma ukazał się w 1590 w Krakowie w Drukarni Łazarzowej i był wielokrotnie wznawiany w XVI i XVII w.
Zbiór Pieśni kilka składa się z jedenastu numerowanych od I do XI utworów:
| Numer pieśni | Incipit                                         | Uwagi                                                               |
| ------------ | ----------------------------------------------- | ------------------------------------------------------------------- |
| Pieśń I      | Pewien-em tego, a nic sie nie mylę              |                                                                     |
| Pieśń II     | Nie ma świat nic trwałego, a to bardzo k'rzeczy |                                                                     |
| Pieśń III    | Oko śmiertelne Boga nie widziało                |                                                                     |
| Pieśń IV     | Kiedy by kogo Bóg był swymi słowy               |                                                                     |
| Pieśń V      | Panie, jako barzo błądzą                        |                                                                     |
| Pieśń VI     | Co by ty, urodziwa Hanno, na to dała            |                                                                     |
| Pieśń VII    | Bodaj ci złe dni! Nie chcesz mię miłować        |                                                                     |
| Pieśń VIII   | Kiedy sie rane zapalają zorza                   |                                                                     |
| Pieśń IX     | Kto mi wiary dać nie chce, daj ją oku swemu     |                                                                     |
| Pieśń X      | Juno, porzuć swój gniew długi                   | erotyk z akrostychem imienia siostry dworzanina Wojciecha Kryskiego |
| Pieśń XI     | Prózna twa chluba, nie kochaj sie w sobie       |                                                                     |